# Estação Burnakovskaia
Burnakovskaia (em russo:  Бурнаковская) é uma das estações da linha Sormovskaia (Linha 2) do Metro de Níjni Novgorod, na Rússia. Estação «Burnakovskaia» está localizada entre as estações «Bureviestnik» e «Canavinskaia».